# Castell del Papiol
El castell del Papiol és un edifici del Papiol (Baix Llobregat), declarat bé cultural d'interès nacional. Es troba al cim del puig del Papiol (135 m), dominant la localitat, i com els de Sant Jaume (o Castell Vell de Rosanes), el de Rosanes (el Pairet), el d'Eramprunyà o el proper Castellciuró, formava part de la xarxa de castells que vigilava el curs del Llobregat i el camí d'accés a Barcelona des del Penedès davant de les ràtzies musulmanes.

## Història
La primera notícia documental és del 1115 quan, els comtes de Barcelona Ramon Berenguer III i la seva esposa Dolça de Provença infeudaren als germans Arnau (o Artal) Pere i Bernat Pere el castro quod vocant Papiol. Els comtes se'n reservaren la potestat, la quarta part de les eixides i els plets, i també la torre, on es farien una mansió sota la roca. Aquesta infeudació es comprèn si es recorda que el 1107 i el 1114-1115 es produïren dues ràtzies almoràvits contra el pla i la vall del Llobregat. El perill musulmà també explica que Ramon Berenguer IV concedís franqueses a la vila de Papiol l'any 1132.
El 1206, Pere el Catòlic donà en feu a Ramon de Papiol certs drets reials sobre el castell amb reserva de la host i cavalcada i de la senyoria i potestat. Galceran de Papiol acompanyà al dit rei a la batalla de les Navas de Tolosa (1212). Sembla que els Papiol eren al seguici de Jaume I quan visità Roma, Sicília i Mallorca. L'any 1315, com que els intents de poblament del lloc començaven a reeixir, la parròquia de Santa Eulàlia que era al Puig Madrona, es traslladà al castell de Papiol amb permís episcopal i reial. Galceran de Papiol era senyor del lloc que el tenia com a feu reial. En els fogatges del 1365-1370 i de 1377-1379, consten 32 «fochs» en la parròquia de Santa Eulàlia del terme del castell de Papiol. El gener del 1395, Joan I vengué a carta de gràcia el domini eminent del castell, així com també la jurisdicció civil i criminal i el mer i mixt imperi a Berenguer de Cortilles per 6.000 lliures. Cinc mesos després, el nou senyor en va cedir el domini a Ramon de Papiol.
El 24 de maig del 1448, gran part de Catalunya patí els efectes d'un terratrèmol, i el dietari de la Generalitat consigna la caiguda del castell i la mort de tres homes. De fet, només caigueren els pisos alts, ja que als baixos es conserva gran part de la construcció romànica. A les capitulacions de la ciutat de Barcelona amb Joan II (octubre del 1472), figura citat expressament «lo Castell den Papiol». Després de deu anys de guerra, que causaren el despoblament de molts castells i termes, el març del 1482, Joan Galceran, pare i Joan Galceran de Papiol, fill, senyors del Papiol, declararen l'afranquiment dels mals usos i limitaren els arbitris sobre el pa, el vi, les hortalisses, el lli i el cànem, a fi que es poblés el terme i es conreés la terra.
El 1505, la baronia passà per enllaç matrimonial als Marimon, senyors de Sant Marçal, i després als Guimerà, senyors de Llorac. El 1587, la plena jurisdicció fou confirmada a Gispert de Guimerà i de Llupià, i el 1610 passà per enllaç matrimonial passà als Desboc, barons de Vilassar, que el 1661 la vengueren al mercader Francesc Argemí. Per successió va passar a mans de Valentí Almirall i Llozer, que defugí el títol, i la seva neboda Maria Teresa Móra Almirall, casada amb Manuel Bofarull, en va iniciar la restauració amb l'assessorament de Lluís Monreal i Martí de Riquer.

## Arquitectura

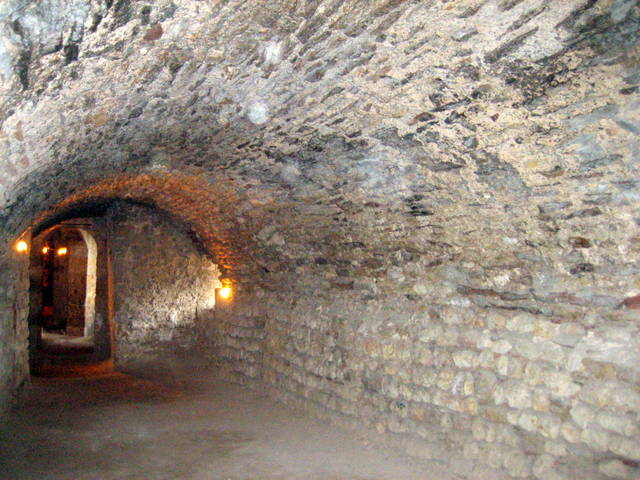
Restes romàniques. Corredor

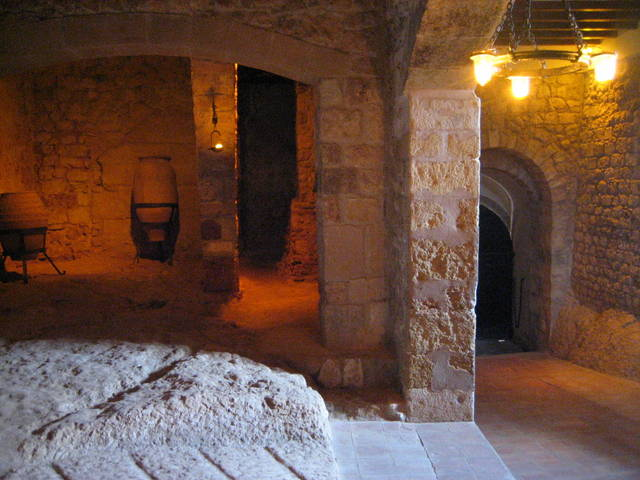
Interior del castell

De planta rectangular, està format per diversos cossos d'edificacions juxtaposats. La part més antiga és a la planta baixa, tot just traspassada l'entrada: una escala excavada a la roca mena cap a una sala estreta i allargada, amb les parets d'aparell d'espiga, més sortides que no pas la volta de mig punt que sostenen. Al costat hi ha una altra sala més àmplia, també coberta amb volta i més tardana. Entre totes dues hi ha ubicada l'antiga masmorra medieval. Més enllà, el basament de la torre s'eleva per damunt la fàbrica del castell, probablement del segle xiii. Vora seu hi ha un vaixell amb veles hissades esgrafiat a la paret. Els pisos superiors han estat molt reforçats i enriquits amb mobiliari antic i amb una pinacoteca de pintors catalans de finals del segle xix i principis del segle xx. L'exterior també ha estat restaurat. Té dues finestres dobles, polilobulades i separades cadascuna en dos, per una petita columna molt esvelta, amb capitell corinti. Totes dues estan alineades al mateix eix. També té una finestra amb llinda treballada en forma d'arc mixtilini de la mateixa època. Es troba a la mateixa paret que les altres dos, a la part menys modificada del castell.
La sala és l'estructura medieval més antiga. Les parets són construïdes amb «opus spicatum» i es poden datar dins del segle x. El sostre de volta de canó irregular, devia ser construït més tard. El corredor, d'entre 1,40 i 2,50 m d'ample, és contemporani de la torre rodona, anterior a 1115. S'obre amb un arc de mig punt i la volta de falsa ferradura és formada per llosetes i carreus disposats a plec de llibre, travats amb morter de calç. Conserva restes d'encanyissat..
La torre rodona situada al nord ja existia el 1115. Es conserva la meitat del semicilindre del pis inferior. Fa 2 m de diàmetre interior i els murs tenen 1 m de gruix. Està encastada dins els murs de les façanes de tramuntana i de llevant del castell i, probablement no fou enderrocada perquè deu actuar de contrafort i era un bon amagatall. L'aparell de la torre és de pedres i carreus sense tallar, desbastats, disposats en filades horitzontals amb morter de calç abundant. La torre quadrada, situada a migdia, devia substituir la que l'any 1115 era contra el riu Llobregat i tenia un porxo. A l'interior fa 2,60 m de cantó i els murs tenen un gruix d'1,65 m. L'entrada, a llevant, formada per un arc de mig punt adovellat. Aquesta porta es fermava en l'arc pla de l'interior, per la qual cosa sabem que donava a l'exterior. La torre quadrada seria del segle xiii. És bastida amb carreus rectangulars molt regulars disposats en filades homogènies.
La paret exterior de la torre rodona es veu des d'una estança interior situada just darrere la façana nord. Aquesta estança devia ser usada com a presó els segles xvi i xvii, perquè a part de no tenir obertures, conserva grafits dels que se solen trobar en les masmorres dels castells. Concretament aquí s'hi pot observar una galera armada amb canons.
El dipòsit de cereals presenta les parets i volta amb un lliscat per aïllar-les d'humitats. Un mur que arriba a mitjana alçada, just sota l'arrencada de la volta, separa el dipòsit en dos compartiments. L'alçada del dipòsit és d'uns 3 m i la capacitat d'uns 14 m³. La torre es dataria com la torre rodona, ja que els murs són formats de carreus rectangulars, col·locats en filades regulars en una disposició molt semblant a la de la torre.